# Столовник
Столовник (словен. Stolovnik) — поселення в общині Кршко, Споднєпосавський регіон, Словенія. Висота над рівнем моря: 254,2 м.